# Morville-lès-Vic
Morville-lès-Vic è un comune francese di 126 abitanti situato nel dipartimento della Mosella nella regione del Grand Est.

## Società

### Evoluzione demografica
Abitanti censiti